# James K. Okubo
James K. Okubo (30. května 1920, Anacortes, Washington, USA - 29. ledna 1967, Detroit, Michigan) byl voják sloužící v americké armádě a posmrtný příjemce Medaile cti za akce v 2. sv. válce.

## Biografie
28. října 1944 byl Okubo technikem pátého stupně a sloužil jako lékař u 442. pěšího pluku americké armády, která v ten den a v den následující bojovala nedaleko francouzského města Biffontaine, kde přenášel raněné vojáky do bezpečí a ošetřil nejméně čtyřiadvacet mužů, přestože byl pod intenzivní palbou z nepřátelské strany. O týden později, 4. listopadu, opět čelil nepřátelské střelbě, když vytáhl vojáka z hořícího tanku. Za své akce byl doporučen mezi kandidáty na Medaili cti, ale ve víře, že lékaři si nezaslouží takového uznání, získal pouze Stříbrnou hvězdu. Armádu Okubo opustil stále jako technik pátého stupně. Ve 47 letech zemřel při dopravní nehodě a byl pochován v Detroitu, kde pracoval jako profesor na University of Detroit.
Před válkou Okubo pobýval se svojí rodinou jako student medicíny v internačním táboře Tule Lake na severu Kalifornie.
Přehodnocení služebních záznamů Asiatů v americké armádě, které proběhlo v devadesátých letech minulého století, vedlo k posmrtnému darování Medaile cti při ceremonii 21. června 2000 v Bílém domě, kde tehdejší prezident Bill Clinton předal ocenění rodině vojáka. Při události dostalo Medaili cti dalších 21 asijsko-amerických vojáků, z nichž pouze sedm ne posmrtně.

## Odkaz
V roce 2002 byla po něm pojmenována lékařská klinika na Spojené základně Lewis-McChord.
V roce 2003 po něm armáda pojmenovala kasárny nedaleko Brookeova armádního zdravotního centra v San Antoniu při ceremoniálu, které ho se zúčastnila jeho ovdovělá žena. Kasárny nyní používá Pevnost Sama Houstona, konkrétně převáděcí prapor raněných válečníků.